# Sofie Eifertinger
Sofie Eifertinger (* 1996 in München) ist eine deutsche Schauspielerin.

## Leben
Eifertinger ist in München, in Brüssel und am Ammersee aufgewachsen.
Seit 2012 steht sie als Schauspielerin vor der Kamera. Im ZDF-Herzkino Zweimal Zweites Leben ist sie als Tochter von Ännie (Heike Makatsch) und Leo (Benno Fürmann) zu sehen. Von 2017 bis 2019 spielte sie in der ARD-Fernsehserie WaPo Bodensee die Hauptrolle der Johanna Fehrenbach, der Serientochter von Nele Fehrenbach (Floriane Daniel). 2024 drehte sie erneut die Rolle der Johanna Fehrenbach bei WaPo Bodensee. Zu den über 20 Projekten im Deutschen Fernsehen zählen der Frankfurter Tatort Das Monster von Kassel sowie der Polizeiruf 110 – Demokratie stirbt in der Finsternis, wo sie eine „Prepperin“ spielt. Mit der Netflix-Serie Kitz, in der sie die Hauptrolle und Erzählerin Lisi Madlmeyer verkörpert, erreichte sie internationales Publikum.
Seit 2016 wohnt Eifertinger in Berlin und studierte zunächst den Monobachelor Politikwissenschaften. Im Rahmen des Studiums verbrachte sie, unterstützt durch den Deutschen Akademischen Austauschdienst (DAAD), ein Jahr in Montreal, zunächst an der McGill-Universität an der Faculty of Arts, anschließend arbeitete sie als Researcher für die von der Academy erwähnte Dokumentation No Ordinary Man. Die von den GLAAD Media Awards als outstanding nominierte Dokumentation über den Trans-Musiker Billy Tipton inspirierte sie zu ihrer Wahl des ebenfalls politikwissenschaftlichen Master Gender, Intersektionalität und Politik am Otto-Suhr-Institut der Freien Universität Berlin.
Seit Juli 2022 ist Eifertinger mit dem Hypnosetherapeuten und Performance-Künstler Nikolai Hanf-Dressler (alias Nikolai De Treskow) verheiratet. Das Paar lebt im Berliner Prenzlauer Berg. 2023 wurde sie Mutter eines Sohnes.

## Filmografie (Auswahl)
- 2012: Schafkopf – A bisserl was geht immer: Ein ganz armer Hund (Fernsehserie)
- 2013: Der Kaktus (Fernsehfilm)
- 2013: Polizeiruf 110: Der Tod macht Engel aus uns allen (Fernsehserie)
- 2014: Carl & Bado (Kurzfilm)
- 2016: Zweimal Zweites Leben (Fernsehfilm)
- 2015: Als die Königin lachte (Kurzfilm)
- 2017–2019: WaPo Bodensee (Fernsehserie, 24 Folgen)
- 2017: Der Lehrer: Is doch kein Einbruch, wenn man 'nen Schlüssel hat! (Fernsehserie)
- 2017: MIA (Kurzspielfilm)
- 2017: Tatort: Dein Name sei Harbinger (Fernsehfilm)
- 2018: Polizeiruf 110: Demokratie stirbt in Finsternis (Fernsehserie)
- 2018: Herz über Kopf? (Kurzfilm)
- 2018: Drei Stationen (Kurzfilm)
- 2019: Tatort: Das Monster von Kassel (Fernsehfilm)
- 2021: Kommissarin Heller: Panik
- 2021: Tödliche Gier (Fernsehfilm)
- 2021: Katakomben (Fernsehserie, 3 Folgen)
- 2021: SOKO Potsdam: Hass ist mein Hobby (Fernsehserie)
- 2021: Der Geist im Glas (Märchenfilm)
- 2021: Kitz (Fernsehserie, 6 Folgen)
- 2022: Der Feind meines Feindes (Fernsehfilm)
- 2022: Zu jung zu sterben. Ein Krimi aus Passau (Fernsehreihe)
- 2022: Die Drei von der Müllabfuhr – Zu gut für die Tonne (Fernsehreihe)
- 2023: Boom Boom Bruno (Fernsehserie)
- 2023: In aller Freundschaft: Menschen ändern sich (Fernsehserie)
- 2023: SOKO Köln: Metaller (Fernsehserie)
- 2024: Helgoland 513 (Fernsehserie, 2 Folgen)
- seit 2024: Ostfrieslandkrimis:

- Ostfriesennacht (Fernsehserie)
- 2025: WaPo Elbe: Gipfelstürmer (Fernsehserie)

## Auszeichnungen
- 2018: Nominierung des Kurzfilms MIA (HR) beim Headwaters Film Festival Northern Minnesota
- 2018: Nominierung des Kurzfilms MIA (HR) beim Kurzfilmfestival Landshut in der Kategorie Sprungbrett
- 2018: Nominierung des Kurzfilms MIA (HR) beim Camgaroo Award in der Kategorie Emotion